# New Rose Hotel
New Rose Hotel es una película de suspenso, misterio y ciencia ficción cyberpunk de 1998 dirigida por Abel Ferrara, basada en la historia del mismo nombre escrita por William Gibson, y protagonizada por Christopher Walken, Willem Dafoe y Asia Argento.

## Argumento
Fox (Walken) y X (Dafoe) son especialistas de una empresa de extracción, se dedican a cazar talentos y a los secuestros, estando especializados en ayudar a trasladar científicos de corporaciones que ya no los necesitan. Fox está obsesionado con un tal Hiroshi (Yoshitaka Amano), un super genio que trabaja para Maas, la corporación (Gibson utiliza el término zaibatsu) que lo dejó arruinado. Fox y X contratan a Sandii (Argento), una "chica de Shinjuku" (es decir, una prostituta), para que les ayude a persuadir a Hiroshi de que huya a Hosaka, otra empresa.

## Reparto
- Christopher Walken - Fox
- Willem Dafoe - X
- Asia Argento - Sandii
- Annabella Sciorra - Madame Rosa
- John Lurie - Hombre Distinguido
- Yoshitaka Amano - Hiroshi
- Gretchen Mol - Esposa de Hiroshi